# Contea di DeKalb (Missouri)
La contea di DeKalb (in inglese DeKalb County) è una contea dello Stato USA dell'Missouri. Il nome le è stato dato in onore del generale Johann de Kalb. Al censimento del 2000 la popolazione era di 11 597 abitanti. Il suo capoluogo è Maysville.

## Geografia fisica
L'U.S. Census Bureau certifica che l'estensione della contea è di 1103 km², di cui 1099 km² composti da terra e i rimanenti 4 km² composti di acqua.

## Infrastrutture e trasporti

### Strade
- Interstate 35
- U.S. Route 36
- U.S. Route 69
- U.S. Route 169
- Route 6
- Route 31
- Route 33

## Contee confinanti
- Contea di Gentry, Missouri - nord
- Contea di Daviess, Missouri - est
- Contea di Caldwell, Missouri - sud-est
- Contea di Clinton, Missouri - sud
- Contea di Buchanan, Missouri - sud-ovest
- Contea di Andrew, Missouri - ovest

## Storia
La Contea di DeKalb venne costituita nel 1845.

## Città
- Amity
- Cameron
- Clarksdale
- Fairport
- Maysville
- Osborn
- Stewartsville
- Union Star
- Weatherby